# Killiyur
Killiyur (o Killiyoor) è una suddivisione dell'India, classificata come town panchayat, di 19.275 abitanti, situata nel distretto di Kanyakumari, nello stato federato del Tamil Nadu. In base al numero di abitanti la città rientra nella classe IV (da 10.000 a 19.999 persone).

## Geografia fisica
La città è situata a 08° 16' 50 N e 77° 10' 43 E.

## Società

### Evoluzione demografica
Al censimento del 2001 la popolazione di Killiyur assommava a 19.275 persone, delle quali 9.861 maschi e 9.414 femmine. I bambini di età inferiore o uguale ai sei anni assommavano a 2.113, dei quali 1.100 maschi e 1.013 femmine. Infine, coloro che erano in grado di saper almeno leggere e scrivere erano 14.363, dei quali 7.598 maschi e 6.765 femmine.